# サン・ガブリエル級防護巡洋艦
| サン・ガブリエル級防護巡洋艦 | サン・ガブリエル級防護巡洋艦 |
| ---------------------------- | --- |
| 画像をアップロード           | |
| 艦級概観                     | |
| 艦種                         | 防護巡洋艦 |
| 艦名                         | |
| 前級                         | |
| 次級                         | ドン・カルロス1世 |
| 性能諸元                     | |
| 排水量                       | 常備：1,771トン |
| 全長                         | 73.8m |
| 全幅                         | 10.8m |
| 吃水                         | 4.34m |
| 機関                         | ノルマン式石炭専焼水管缶4基 +直立式3気筒3段膨張型レシプロ2基2軸推進                                                                  |
| 最大出力                     | 4,000hp |
| 最大速力                     | 17.5ノット |
| 航続距離                     | 10ノット/5,500海里 |
| 燃料                         | 石炭：300トン |
| 乗員                         | 242名 |
| 兵装                         | クルップ 15cm（45口径）単装速射砲2基 アームストロング 12cm（45口径）単装速射砲4基 4.7cm（43口径）単装機砲8基 35.6cm水中魚雷発射管1門 |
| 装甲                         | 甲板：20mm（最厚部） 司令塔：60mm（最厚部）                                                                                          |

サン・ガブリエル級防護巡洋艦 (Sao Gabriel class cruiser) は、ポルトガル海軍の防護巡洋艦の艦級。

## 概要
本級はポルトガル海軍が自国の通商路保護と植民地警備を主任務とする小型の防護巡洋艦としてフランスに発注され設計・建造されたクラスである。

## 艦形
船体は平甲板型船体である。水面下に衝角の付いた艦首から甲板上にクルップ 15cm速射砲を防盾の付いた単装砲架で1基配置した。その背後に前部マストを挟んで両脇に船橋を持つ操舵艦橋と1本煙突が立つ。煙突の周囲は煙管型の通風筒が立ち並び、その外周は艦載艇置き場となっており、2本1組のボート・ダビッドが片舷2組ずつ計4組で運用された。舷側部には張り出し（スポンソン）を設け、そこに防楯の付いたアームストロング 12cm速射砲が単装砲架で片舷2箇所ずつ計4基配置した。後部甲板上に後部マストが立ち、その後方に15cm速射砲1基を並列配置された。

## 同型艦
- サン・ガブリエル（São Gabriel）

ノルマン社ル・アーブル造船所で1898年5月7日起工、1899年進水、1899年竣工。1924年除籍後、解体処分。
- サン・ラファエル（São Rafael）

ノルマン社ル・アーブル造船所で1898年7月5日起工、1899年進水、1899年竣工。1911年10月除籍後、解体処分。

## 参考図書
- Conway All The World's Fightingships 1860-1905（Conway）
- Conway All The World's Fighting Ships 1906-1921（Conway）